# Музиченко Іван Ілліч
Музиченко Іван Ілліч (1927 — квітень 2012) — член Спілки журналістів України, заслужений працівник культури України, власкор «Сіверянських вістей» по Чернігівській області.
Учасник Другої світової війни.
Працював в Остерській районній газеті, у Чернігівському обкомі КПУ, редактором «Деснянської правди». Був головою обласної Чернігівської організації журналістів.